# 精氨酸钠
精氨酸钠是一种氨基酸盐，化学式为C6H13N4O2Na。它可由精氨酸和氢氧化钠反应制得。它可用于精氨酸衍生物的合成，如它和EDTA四甲酯在甲醇中反应，可以得到α-碳的氨基被酰胺化的衍生物。